# 牛田镇 (桃江县)
牛田镇，是中华人民共和国湖南省益阳市桃江县下辖的一个乡镇级行政单位。

## 行政区划
牛田镇下辖以下地区：
双江口社区、金光山村、杉树仑村、桃仁村、临市街村、牛田村、小坞村、清塘村、株树山村、金凤山村、肖家冲村、鞍山村、观庄村、峡山口村、三塘湾村和古杉村。